# Campionati mondiali di slittino 1974
I Campionati mondiali di slittino 1974, diciassettesima edizione della manifestazione organizzata dalla Federazione Internazionale Slittino, si tennero il 16 e 17 febbraio 1974 a Schönau am Königssee, in Germania Ovest, sulla pista di Königssee, la stessa sulla quale si svolsero le competizioni iridate nel 1969 e nel 1970; furono disputate gare in tre differenti specialità: nel singolo uomini ed in quello donne e nel doppio.
Inizialmente la località designata ad ospitare la competizione fu Krynica-Zdrój, che era già stata la sede delle edizioni del 1958 e del 1962, ma dopo la rinuncia da parte del comitato organizzatore, si ripiegò sulla cittadina tedesca occidentale.
Dominatrice della manifestazione fu la squadra della DDR, capace di conquistare due titoli e ben sei medaglie sulle nove assegnate in totale; le medaglie d'oro furono vinte da Margit Schumann nella prova femminile, che bissò il titolo ottenuto l'anno precedente, e dai fratelli Bernd ed Ulrich Hahn nella specialità biposto, mentre la nazionale tedesca occidentale ottenne invece la vittoria nel singolo uomini per merito di Josef Fendt, anche lui al secondo trionfo iridato dopo quello del 1970.

## Risultati

### Singolo uomini
La gara fu disputata su quattro manches nell'arco di due giorni e presero parte alla competizione 49 atleti in rappresentanza di 17 differenti nazioni; campione uscente era il tedesco orientale Hans Rinn, che concluse la prova al secondo posto, ed il titolo fu conquistato dal tedesco dell'Ovest Josef Fendt, già vincitore dell'oro iridato sulla stessa pista di Königssee nel 1970, mentre terzo giunse l'altro rappresentante della DDR Horst Müller.
| Pos. | Atleti                | Nazione        | Tempo   | Distacco |
| ---- | --------------------- | -------------- | ------- | -------- |
|      | Josef Fendt           | Germania Ovest | 3'00"00 |          |
|      | Hans Rinn             | Germania Est   | 3'00"05 | +0"05    |
|      | Horst Müller          | Germania Est   | 3'00"17 | +0"17    |
| 4    | Dettlef Günther       | Germania Est   | 3'00"62 | +0"62    |
| 5    | Harald Ehrig          | Germania Est   | 3'00"87 | +0"87    |
| 6    | Hans-Heinrich Winkler | Germania Est   | 3'01"82 | +1"82    |
| 7    | Rudolf Schmid         | Austria        | 3'02"14 | +2"14    |
| 8    | Manfred Schmid        | Austria        | N.D.    | N.D.     |
| 9    | Paul Hildgartner      | Italia         | 3'02"28 | +2"28    |
| 10   | Andrzej Żyła          | Polonia        | 3'03"05 | +3"05    |

### Singolo donne
La gara fu disputata su quattro manches nell'arco di due giorni e presero parte alla competizione 18 atlete in rappresentanza di 7 differenti nazioni; campionessa uscente era la tedesca orientale Margit Schumann, che riuscì a bissare il titolo ottenuto nell'edizione precedente, davanti tedesca occidentale Elisabeth Demleitner, campionessa iridata nel 1971, ed alla rappresentante della DDR Ute Rührold, che ottenne l'argento sia nella scorsa rassegna mondiale sia ai Giochi di Sapporo 1972.
| Pos. | Atleti               | Nazione        | Tempo   | Distacco |
| ---- | -------------------- | -------------- | ------- | -------- |
|      | Margit Schumann      | Germania Est   | 2'49"38 |          |
|      | Elisabeth Demleitner | Germania Ovest | 2'50"13 | +0"75    |
|      | Ute Rührold          | Germania Est   | 2'50"63 | +1"25    |
| 4    | Sarah Felder         | Italia         | 2'50"73 | +1"35    |
| 5    | Eva-Maria Wernicke   | Germania Est   | 2'50"87 | +1"49    |
| 6    | Halina Kanasz        | Polonia        | 2'51"23 | +1"85    |
| 7    | Barbara Piecha       | Polonia        | 2'51"36 | +1"98    |
| 8    | Teresa Bugajczyk     | Polonia        | 2'51"37 | +1"99    |
| 9    | Angelika Schafferer  | Austria        | 2'51"68 | +2"30    |
| 10   | Margit Graf          | Austria        | 2'52"26 | +2"88    |

### Doppio
La gara fu disputata su due manches nell'arco di un solo giorno e presero parte alla competizione 30 atleti in rappresentanza di 8 differenti nazioni; campioni uscenti erano i tedeschi orientali Horst Hörnlein e Reinhard Bredow, non presenti a questa edizione dei mondiali, ed il titolo fu conquistato dai connazionali fratelli Bernd ed Ulrich Hahn, davanti agli altri rappresentanti della DDR Hans-Henning Schulze e Hans-Jürgen Neumann ed al duo austriaco formato da Rudolf Schmid e Franz Schachner.
| Pos. | Atleti                                   | Nazione          | Tempo   | Distacco |
| ---- | ---------------------------------------- | ---------------- | ------- | -------- |
|      | Bernd Hahn Ulrich Hahn                   | Germania Est     | 1'24"38 |          |
|      | Hans-Henning Schulze Hans-Jürgen Neumann | Germania Est     | 1'24"52 | +0"14    |
|      | Rudolf Schmid Franz Schachner            | Austria          | 1'24"81 | +0"43    |
| 4    | Hans Brandner Balthasar Schwarm          | Germania Ovest   | 1'25"20 | +0"82    |
| 5    | Karl Feichter Ernst Haspinger            | Italia           | 1'25"25 | +0"87    |
| 6    | Hans Rinn Norbert Hahn                   | Germania Est     | 1'25"39 | +1"01    |
| 7    | Günther Lemmerer Walter Pirkmann         | Austria          | 1'25"62 | +1"24    |
| 8    | Anton Winkler Roman Reich                | Germania Ovest   | 1'25"89 | +1"51    |
| 9    | Manfred Schmid Reinhold Sulzbacher       | Austria          | 1'25"95 | +1"57    |
| 10   | Dajnis Bremze Ajgars Krikis              | Unione Sovietica | 1'26"24 | +1"86    |

## Medagliere
| Posizione | Nazione        | Oro | Argento | Bronzo | Totale |
| --------- | -------------- | --- | ------- | ------ | ------ |
| 1         | Germania Est   | 2   | 2       | 2      | 6      |
| 2         | Germania Ovest | 1   | 1       | 0      | 1      |
| 3         | Austria        | 0   | 0       | 1      | 1      |
| Totale    | Totale         | 3   | 3       | 3      | 9      |